# Vargyas-szoros
A Vargyas-szoros (románul Cheile Vârghişului) a Rika-hegység északi részében, Vargyastól északnyugatra, Homoródalmástól keletre található. A Hargita-hegységből eredő Vargyas-patak által kivágott 3 km hosszú mészkőszurdok a Vargyas-szoros Természetvédelmi Területet képezi. Ez a Székelyföld egyik legnagyobb karsztvidéke.

## Leírása
A szoros allochton karsztját négy fosszilis barlangszint (a patak szintje felett 5, 20, 40, 70–120 m-rel) és a jelenleg is alakuló aktív, patakos szint képviseli. A pleisztocén közepétől kialakult barlangrendszerekből mára már csak kisebb (2–20 m) vagy nagyobb (20–1500 m) barlangszakaszok maradtak meg a szoros mindkét oldalán.
A Vargyas-szorosban a 70–80 m magas sziklafalak oldalában négy jól elhatárolható szinten 124 barlangot tartanak számon, melyeknek teljes hossza eléri a 7410 métert. A legnagyobb az Almási-barlang (Orbán Balázs-barlang, Nagy-barlang, Homoródalmási-barlang, Kőlik), amely az első tudományosan felkutatott barlang Erdélyben. A járatok hossza 1527 méter, négy természetes bejárata a patak vize felett 20 méterre nyílik. A patak szintjén jelenleg alakulóban van az ötödik szint, egy újabb, aktív barlangrendszer.
A szoros Erdély egyik legszebb és leglátogatottabb természeti kincse. 2000 óta 1000 hektáron természetvédelmi terület, ebből 800 ha közigazgatásilag a Hargita megyei Homoródalmáshoz, 200 ha a Kovászna megyei Vargyashoz tartozik.  A szorost több irányból lehet elérni, Vargyasról és Homoródalmásról személygépkocsival és autóbusszal is, Kirulyfürdőről és Szelterszfürdőről viszont csak gyalogosan közelíthető meg.

## Története
A szorosban található barlangokból jégkorszaki állatok (barlangi medve, gyapjas orrszarvú, rénszarvas, mormota) maradványai és az ősember által használt eszközök is előkerültek. A feltárt régészeti leletek tanúsága szerint már az ősember is használta menedékként az itteni barlangokat. De menedékül szolgált a szoros az itt élőknek a török- és tatárdúlások alkalmával, és egyéb veszedelmek idején is. A helyiek az itt található barlangokba húzódtak vissza, ha veszély fenyegetett. A Kőmező nevű helyen napjainkban is megvan a Tatársánc, mely egykor a Szent László korabeli Magyar Királyság keleti határait őrző védelmi vonal részét képezte. A tatároktól való szerencsés megmenekülés emlékére ezen a helyen a XI–XIII. században épült egy kápolna, a román kori épület romjai még ma is láthatók. 

## Élővilága
Több neves tudós végzett kutatásokat a szoros barlangjaiban, illetve tanulmányozta az itteni növény- és állatvilágot. A barlangokban 19 különböző fajta denevérfajt azonosítottak, a szurdok számos ritka, értékes növény élőhelye. Ilyen növény a tűlevelű szegfű, a hasogatott levelű imola, a pozsgás Heuffel kövirózsa, a magyar nőszirom, a vitézkosbor, a madársisak, a gömböskosbor vagy a Boldogasszony papucsa. Sok állat is él a vidéken, köztük a medve, farkas, szarvas, őz, vaddisznó, vadmacska, hiúz, borz, nyest, menyét, vidra, keresztes vipera, vízisikló, szalamandra.